# Riz hybride
Le riz hybride est une variété cultivée de riz produite par croisement entre différents types de riz. Comme c'est le cas des autres types d'hybrides, le riz hybride présente généralement un phénomène d'hétérosis (ou vigueur hybride) de sorte que, lorsqu'il est cultivé dans les mêmes conditions que les variétés de riz à rendement élevé comparables mais de souche pure, il peut produire des rendements jusqu'à 30 % supérieurs.
Les variétés de riz hybrides sont parfois vues comme un outil de sécurité alimentaire, mais cela est sujet à controverse.

## Histoire
Le premier riz à haut rendement a été cultivé par Henry 'Hank' Beachell en 1966, mais ce n'est qu'en 1974 que les premières variétés de riz hybrides ont été commercialisées en Chine.
Dans le domaine de l'amélioration des plantes cultivées, bien que l'utilisation de l'hétérosis dans les semences de première génération (ou F1) soit bien connue, son application chez le riz était limitée en raison du caractère d'auto-pollinisation de cette espèce. En 1974, des chercheurs chinois ont réussi à transférer le gène de la stérilité mâle d'une espèce sauvage de riz pour créer la lignée de mâles stériles cytoplasmiques (CMS) et la combinaison hybride.
La première génération de variétés de riz hybride était formée d'hybrides combinant trois lignées et produisait des rendements supérieurs d'environ 15 à 20 % à ceux des variétés améliorées ou à haut rendement de même durée de croissance.
À l'heure actuelle, le chercheur chinois, Yuan Longping, surnommé le « père du riz hybride », est sans doute le plus célèbre dans la recherche sur le riz hybride. Dans les années 1970, il a fait sa découverte fondamentale de la base génétique de l'hétérosis chez le riz. C'était une découverte unique car on pensait auparavant que l'hétérosis n'était pas possible chez les plantes autogames comme le riz.
Selon un article du China Daily de 2011, Yuan Longping a créé un nouveau riz hybride qui peut produire 13,9 tonnes de riz à l'hectare. L'agence officielle Xinhua a publié en octobre 2019 que le riz hybride de troisième génération développé par Yuan Longping atteint un rendement final de 1046,3 kg/mu soit l'équivalent de 15,7 tonnes de riz à l'hectare.

## Importance
En Chine, on estime que le riz hybride est semé sur plus de 50 % de la sole emblavée en riz et qu'il aide significativement le pays à augmenter ses rendements en riz, qui sont parmi les plus élevés en Asie. Le riz hybride est également cultivé dans de nombreux autres pays importants producteurs de riz, dont l'Indonésie, le Vietnam, la Birmanie, le Bangladesh, l'Inde, le Sri Lanka, le Brésil, les États-Unis et les Philippines.
Une étude de 2010 publiée par l'Institut international de recherche sur le riz (IRRI), rapporte que la rentabilité du riz hybride dans trois États indiens variait entre l'égalité des rendements par rapport à ceux des autres riz, jusqu'à une amélioration de 34%.
Hors de Chine, d'autres instituts font également des recherches sur le riz hybride, y compris l'Institut international de recherche sur le riz, qui coordonne également le Consortium de développement du riz hybride (HRDC, Hybrid Rice Development Consortium).

## Controverse sur le rôle dans la sécurité alimentaire
Avec un facteur de rendement supérieur, les variétés hybrides sont présentées par leurs promoteurs comme une technologie efficace pour lutter contre les crises alimentaires et assurer la sécurité alimentaire des territoires,. Ainsi, à partir de 2007, la Chine investit à Madagascar pour y développer des riz hybrides[réf. souhaitée].
Cependant certaines organisations considèrent au contraire les variétés hybrides comme un vrai problème pour la souveraineté alimentaire, rendant les cultivateurs dépendants des semenciers. Ainsi, après les séismes de 2015 au Népal, la principale fédération paysanne du pays se donne pour objectif de protéger les variétés locales contre les variétés hybrides d’importation.